# Floor Jansen
Floor Jansen (Goirle, 21. veljače 1981.) nizozemska je pjevačica i kantautorica. Trenutačno pjeva u finskom metal-sastavu Nightwish.
Na početku karijere pjevala je u skupini After Forever, u kojoj je bila od 1997. do raspada dvanaest godina poslije. Potom je osnovala grupu ReVamp, koja je objavila dva studijska albuma. Godine 2012., nakon što je Anette Olzon napustila Nightwish, pridružila se tom sastavu kao koncertna pjevačica do kraja turneje Imaginaerum World Tour. Godinu dana poslije službeno se pridružila skupini i, kako bi joj se mogla posvetiti, raspustila je ReVamp. Godine 2018. s Jørnom Viggom Lofstadom, gitaristom grupe Pagan's Mind, osnovala je hard rock-duo Northward.
Često surađuje s Arjenom Anthonyjem Lucassenom; članica je njegove supergrupe Star One te je pjevala na Ayreonovim albumima Universal Migrator Part 1: The Dream Sequencer, 01011001 i The Source, ali i na koncertnom albumu Ayreon Universe – The Best of Ayreon Live. Također je pjevala nekoliko pjesama na albumu Quarterpast sastava MaYan i albumu Angels of the Apocalypse finske skupine Avalon. Starija je sestra pjevačice Irene Jansen, koja je također surađivala s Ayreonom.

## Životopis

### After Forever (1997. – 2009.)
Godine 1997. šesnaestogodišnja Jansen pridružila se Apocalypseu (koji se poslije preimenovao u After Forever). Tri godine poslije taj je sastav objavio prvi studijski album Prison of Desire. S Markom Jansenom pisala je glazbu i tekstove pjesama do njegova izlaska iz sastava 2002.; Jansen je potom samostalno pisala tekstove. Prije nego što je postala profesionalna glazbenica, radila je kao učiteljica pjevanja.
Početkom 2008. sastav je privremeno obustavio svoje aktivnosti jer je član Sander Gommans doživio sindrom izgaranja, a u veljači 2009. službeno je raspušten. Jansen je na svojim stranicama objavila da s Jørnom Viggom Lofstadom (Pagan's Mind, Jørn Lande) piše pjesme za novi glazbeni projekt; te su pjesme naposljetku objavili desetak godina poslije pod imenom Northward.

### ReVamp (2009. – 2016.)
Dana 17. listopada 2009. Jansen je na MySpaceu izjavila da se njezin novi sastav zove ReVamp. Prvi album skupine nastao je u suradnji s Joostom van den Broekom, klavijaturistom After Forevera, i gitaristom Waldemarom Sorychtom (Grip Inc., Voodoocult, Eyes of Eden i Despair). Konačnu postavu skupine činili su Jansen, klavijaturist Ruben Wijga, basist Jaap Melman, gitaristi Jord Otto i Arjan Rijnen te bubnjar Matthias Landes.
U kolovozu 2011. sastav se povukao s turneje Out of the Dark jer je i sama Jansen doživjela sindrom izgaranja. Krajem te godine Jansen je postala koncertna pjevačica sastava MaYaN. Godine 2012. pridružila se Adrenaline Mobu na koncertima u Bochumu i Weertu. Drugi studijski album ReVampa Wild Card objavljen je u kolovozu 2013.
U rujnu 2016. članovi sastava izjavili su da se razilaze jer se Jansen nije mogla potpuno posvetiti i ReVampu i Nightwishu.

### Nightwish (2012. – danas)
Godine 2012., nakon što je pjevačica Anette Olzon napustila Nightwish, Jansen ju je zamijenila na preostalim koncertima na turneji Imaginaerum World Tour. Sa skupinom je prvi put nastupila u listopadu te godine u Seattleu.
Dana 9. listopada 2013. članovi Nightwisha potvrdili su da se Jansen službeno pridružila sastavu. Dvije godine poslije skupina je objavila Endless Forms Most Beautiful, prvi album na kojem je pjevala Jansen. Jansen je sa sastavom snimila još dva albuma; dana 10. travnja 2020. objavljen je album Human. :II: Nature., a 20. rujna 2024. objavljen je Yesterwynde.

### Samostalna karijera (2020. – danas)
Prvi samostalni koncert održala je u siječnju 2020. Zbog ograničenja tijekom pandemije koronavirusa posljednje je nastupe na naknadnoj turneji odgodila do ljeta 2021. U kolovozu 2021. izjavila je da piše pjesme za samostalni album. Prvi samostalni singl „Fire” objavila je u ožujku 2022. Dva mjeseca poslije uslijedio je singl „Storm”,  a u rujnu 2022. objavila je singl „Me Without You”. Početkom iduće godine objavila je singlove „Invincible”, „Daydreaming” i „My Paragon”, a sam album Paragon izdala je 24. ožujka 2023.
Jansen je podržala Metallicu na koncertu u Amsterdamu 29. travnja 2023. nakon što je američki heavy metal-sastav Five Finger Death Punch tog dana otkazao svoj nastup.

### Ostali radovi
Pjevala je na trima albumima projekta Ayreon nizozemskog skladatelja i glazbenika Arjena Anthonyja Lucassena. Pratećim vokalima pridonijela je pjesmi „My House on Mars” s albuma Universal Migrator Part 1: The Dream Sequencer, utjelovila je lik pod imenom Forever na sedam pjesama na album 01011001, a potom je utjelovila lik pod imenom The Biologist na albumu The Source. Također je članica Lucassenove heavy metal-supergrupe Star One te je pjevala na studijskim albumima Space Metal i Victims of the Modern Age. Pjevala je i na koncertnom albumu Ayreon Universe – The Best of Ayreon Live iz 2018.
Dana 9. prosinca 2013. potvrđeno je da će pjevati na drugom studijskom albumu skupine Avalon, koju predvodi Timo Tolkki, bivši gitarist sastava Stratovarius. Taj je album naposljetku objavljen u svibnju 2014. pod imenom Angels of the Apocalypse.
U veljači 2018. Jansen i Jørn Viggo Lofstad, gitarist sastava Pagan's Mind, ponovno su pokrenuli glazbeni projekt Northward. Osnovali su ga 2007. i godinu dana poslije napisali su dovoljno pjesama za jedan album, no tada ih nisu mogli snimiti zbog manjka vremena. Ponovno su se okupili 2017. kako bi ih konačno snimili, a dovršene pjesme naposljetku su objavljene na istoimenom albumu u listopadu 2018. Na tom je uratku Jansen otpjevala duet sa svojom sestrom Irene.
Godine 2019. pojavila se u nizozemskom reality showu Beste Zangers. U posljednjoj epizodi tog showa otpjevala je pjesmu „The Phantom of the Opera” s baritonom Henkom Poortom. Ta je izvedba poslije objavljena kao singl koji je dosegao prvo mjesto na nizozemskoj ljestvici singlova, a Jansen je potom otišla na rasprodanu samostalnu turneju po Nizozemskoj. Iduće je   godine osvojila Popprijs, nizozemsku nagradu za glazbenika ili sastav koji je značajno doprinio nizozemskoj pop-glazbi. U showu je također otpjevala samostalnu inačicu pjesme „Shallow” Lady Gage i Bradleyja Coopera, a nakon toga otpjevala je tu pjesmu s Timom Akkermanom u akustičnoj inačici. Godine 2022. pojavila se u njemačkoj verziji Beste Zangers pod imenom „Sing meinen Song – Das Tauschkonzert”.

## Privatni život
Jansen je vegetarijanka. Dok je bila djevojčica, htjela je postati biologinja. Godine 2018. znanstvenik Andreas Weigel otkrio je novu vrstu kornjaša kojoj je nadjenuo ime Tmesisternus floorjansenae pjevačici u čast. Jansen je tako postala drugi član Nightwisha po kojem je nazvana novootkrivena vrsta; po Tuomasu Holopainenu nazvana je vrsta mušica koju je 2017. otkrio finski biolog Jukka Salmela. Godine 2020. po njoj je nazvana i novootkrivena vrsta zmijače Ophiomitrella floorae, koja je živjela prije 66 milijuna godina.
Dok je bila u After Foreveru, bila je u vezi sa Sanderom Gommansom, gitaristom sastava. Dana 18. rujna 2016. Jansen i njezin suprug Hannes Van Dahl, bubnjar skupine Sabaton, otkrili su da iščekuju prvo dijete. U ožujku 2017. Jansen je na Instagramu potvrdila da je rodila djevojčicu. U listopadu 2023. objavila je da je rodila drugu kćer.
Dana 26. listopada 2022. Jansen je izjavila da joj je dijagnosticiran rak dojke, a sutradan je otišla na operaciju. Dva dana nakon dijagnoze potvrdila je da je operacija bila uspješna. Sredinom studenoga izjavila je da više nema rak.

## Stil pjevanja
Jansen se služi opernim stilom pjevanja, ali može izvoditi i vriskove i growlove. Sopran je soprano i vokalni joj je raspon veći od tri oktave.
Dok je bila u After Foreveru, upisala se na Rock-akademiju u Nizozemskoj, a potom na konzervatorij u Tilburgu.
Zna svirati gitaru i flautu.

## Diskografija
| Studijski albumi - Paragon (2023.) Koncertni albumi - Live in Amsterdam (2022.) Studijski albumi - Prison of Desire (2000.) - Decipher (2001.) - Invisible Circles (2004.) - Remagine (2005.) - After Forever (2007.) EP-ovi - Exordium (2003.) Studijski albumi - Endless Forms Most Beautiful (2015.) - Human. :II: Nature. (2020.) - Yesterwynde (2024.) Koncertni albumi - Showtime, Storytime (2013.) - Vehicle of Spirit (2016.) - Decades: Live in Buenos Aires (2019.) | Studijski albumi - Northward (2018.) Studijski albumi - ReVamp (2010.) - Wild Card (2013.) Studijski albumi - Space Metal (2002.) - Victims of the Modern Age (2010.) - Revel in Time (2022.) Koncertni albumi - Live on Earth (2003.) |

## Vanjske poveznice
- Službene stranice Floor Jansen
- Nightwisheve službene stranice